# Club Hípico de Santiago
El Club Hípico de Santiago es un hipódromo que está ubicado en el Barrio República de Santiago de Chile.

## Historia
Fue fundado en 1869 por un grupo de aficionados a las competiciones que se realizaban en el Reino Unido y al momento de su inauguración se convirtió en el primer centro ecuestre de Santiago destinado a las carreras de caballos. Su primer presidente fue Francisco Baeza Sotomayor, y su directorio conformado por Lisímaco Jaraquemada (Presidente 1878-1884) y Nicolás Barros Luco. La primera carrera organizada se realizó el 20 de septiembre de 1870. Es durante este momento cuando se convirtió en uno de los mayores puntos de encuentro de las élites de ese país. Adicionalmente, en 1873 se corrió «El ensayo», la carrera más antigua de Latinoamérica. Tras esto, los organizadores desarrollaron un reglamento en el cual se definió que los caballos fina sangre que participarían en las carreras se debían inscribir en el Stud Book, un registro escrito que se comenzó a implementar en 1895. También se implementó y reguló el sistema de apuestas mutuas en 1897.
Sus primeras tribunas fueron de madera, pero en 1892 un incendio destruyó por completo esta estructura. Poco tiempo después, se reconstruyeron las tribunas pero utilizando hierro y hormigón armado. El actual edificio, obra del arquitecto chileno Josué Smith Solar, fue construido entre 1918 y 1923, y fue inaugurado el 7 de abril de 1923. Para la construcción de estas nuevas tribunas se basaron en el diseño del Hipódromo de Longchamp, ubicado en París, Francia.
Con el paso de los años, el club comenzó a ser frecuentado por líderes internacionales durante sus visitas de Estado. Entre sus visitas ilustres se cuenta la reina Isabel II del Reino Unido; el rey Humberto II de Italia; el expresidente de Estados Unidos, Theodore Roosevelt; los príncipes Enrique de Prusia, Fernando de Baviera, Felipe de Borbón y Eduardo de Windsor; y Sarah Ferguson, Duquesa de York. También han asistido una serie de presidentes, primeros ministros y embajadores.
Debido a su importancia arquitectónica y cultural, el Club Hípico de Santiago fue designado Monumento Histórico Nacional por su contribución a la ciudad en 2002. En 2010, el terremoto del 27 de febrero dejó daños en su exterior y varios de los muros en las entradas se derribaron. Mientras que en el edificio no hubo daños mayores.
En la segunda mitad de marzo de 2020, debido a la pandemia de COVID-19 en Chile, la administración del recinto decidió suspender las jornadas de carreras hasta nuevo aviso, la cual fue inmediatamente aceptada por el Consejo Superior de la Hípica Nacional. Durante este tiempo, que fue el periodo de detención más largo de su historia, lo único que se mantuvo funcionando fueron los cotejos matinales. Posteriormente, tras cinco meses las carreras fueron retomadas el 17 de agosto, con restricción total para acceder como público. En su lugar se optó por mantener únicamente las apuestas a distancia. Un año después, el 24 de abril de 2021 se dio a conocer que el club había tenido problemas económicos por primera vez en su historia alcanzando pérdidas por $1.613 millones. Debido a la crisis sanitaria, en 2020 sólo se realizaron 1 146 carreras, 534 menos que en 2019.

## Distancias
El Club Hípico de Santiago cuenta con la pista principal de césped de 2400 metros de longitud por 40 metros de ancho, además posee una pista de arena de 2100 metros de largo por 25 de ancho, y con la variante su trazado se reduce a 1700 metros.

### Pista 1 (césped)
| - 1000 metros - 1100 metros - 1200 metros - 1300 metros - 1600 metros | - 1700 metros - 1800 metros - 2000 metros - 2400 metros |

### Pista 2 (arena)
| - 1000 metros - 1200 metros (con variante) - 1300 metros (con variante) - 1400 metros (con variante) | - 1600 metros - 1700 metros - 1800 metros - 1900 metros (con variante) |

## Tipos de carreras
- Se pueden correr clásicos, de grupo I, II, III, o listados hándicap libre, también hay carreras hándicaps y condicionales para potrillos de dos, tres y cuatro años, ya sea en la pista 1 de césped o en la pista 2 de arena.

### Clásicos
1000 metros en adelante
| - Índice 55 e inferiores | - Clásico Peso de Reglamento |

### Carreras Handicaps
1000-1100 (Pista 1)-1200 Metros
- Índice 38 e inferiores[7]

1300-1400 (Pista 2) Metros
| - Índice 28 y superiores - Índice 27 al 16 | - Índice 15 e inferiores |

1600-1700-1800 Metros
| - Índice 28 y superiores - Índice 28 e inferiores | - Índice 20 e inferiores - Índice 12 e inferiores |

## Carreras

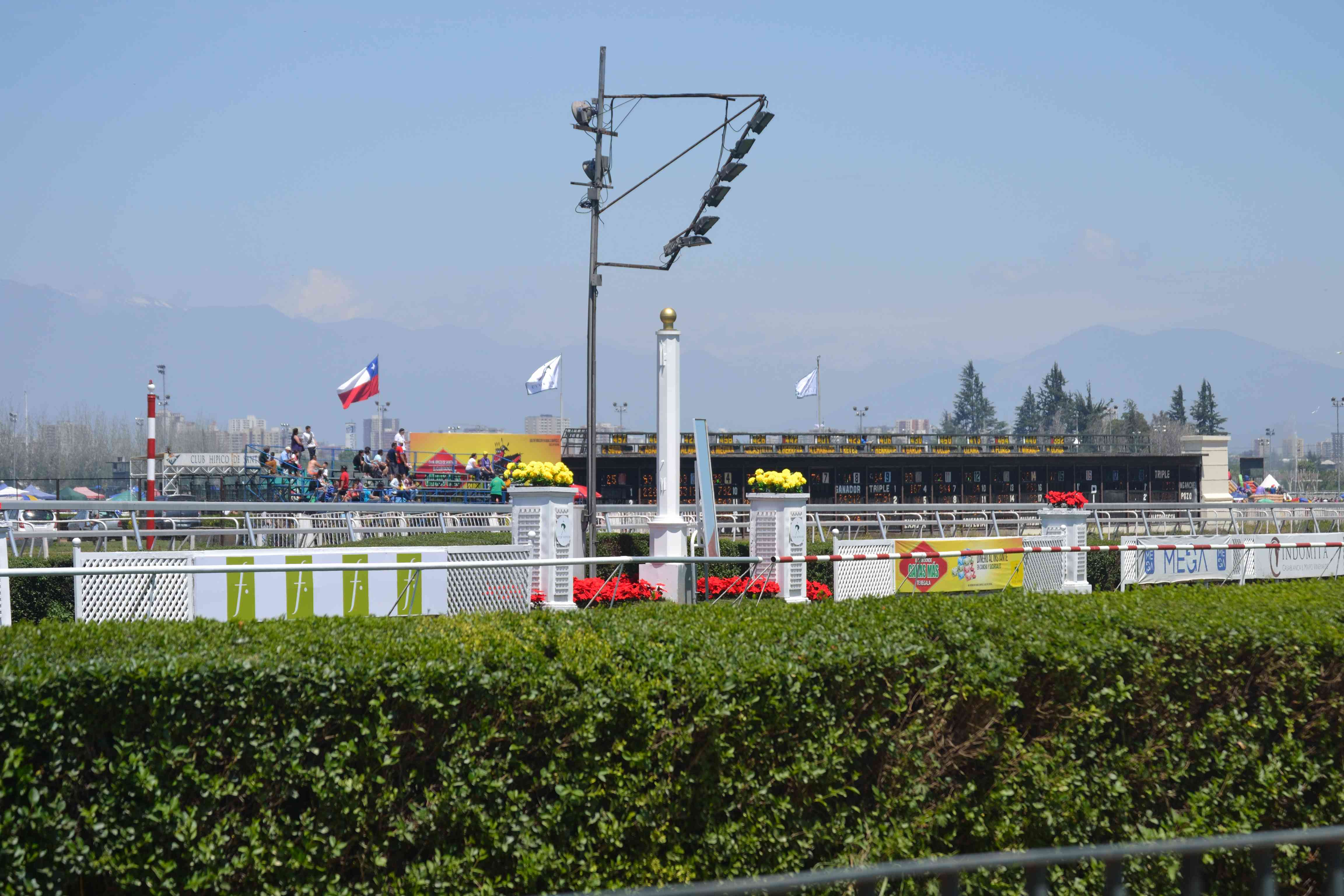
Meta de la Pista de Pasto del Club Hípico de Santiago. Detrás se ve el antiguo gran Totalizador.

En el Club Hípico de Santiago se disputan un poco más de 1600 competencias anuales, desarrolladas casi todos los viernes, lunes por medio y algunos domingos. Exceptuando en Semana Santa, donde la jornada de carreras de día viernes se disputa siempre los Jueves Santo.
Las principales carreras que se disputan en el Club Hípico de Santiago son las siguientes:
Pruebas de Grupo I:
- “Clásico El Ensayo”, 2400 metros, para potrillos y potrancas de 3 años, Forma parte de la Triple Corona Nacional de la hípica chilena, junto al St. Leger del Hipódromo Chile y el Derby del Valparaíso Sporting.
- “Clásico Club Hípico de Santiago”: 2000 Metros: Clásico Institucional, Caballos de 3 años y más.
- “Clásico Alberto Vial Infante": 1600 Metros, Machos de 2 años, pone fin al proceso 2 años.
- “Clásico Arturo Lyon Peña": 1600 Metros, Hembras de 2 años, pone fin al proceso 2 años.
- “Polla de Potrancas": 1700 Metros, hembras de 3 años.
- “Polla de Potrillos” 1700 Metros, machos de 3 años.
- “Nacional Ricardo Lyon”: 2000 Metros machos y hembras de la generación, corren por primera vez juntos.
- “Las Oaks”, 2000 metros, hembras de 3 años, disputada en la última jornada del año.[10]

Pruebas de Grupo II:
- “'Gran Clásico Coronación'”: 2000 Metros es el clásico principal que cierra la temporada en el Club Hípico, Machos y hembras de 3 años.
- "Copa de Oro María Luisa Solari Falabella": 2000 Metros por pista de Pasto, Para caballos de 3 años y más.
- "Francisco Baeza S.": 2000 Metros, Prueba de Grupo II, para hembras de 3 años y más, se disputa en el mes de junio.
- "Velocidad": 1000 metros, Caballos de 3 años y más, es el clásico más importante para los velocistas, se disputa en diciembre.
- "Premio Criadores Machos Marcel Zarour Atanacio": 1600 metros, Machos de 2 años. Se disputa usualmente a fines de mayo.
- "Premio Criadores Carlos Hirmas Atala": 1600 metros, hembras de 2 años. 1600 metros, Machos de 2 años. Se disputa usualmente a fines de mayo.
- "Verano Arturo Cousiño Lyon": 2000 metros, Peso Reglamento Caballos de 3 años y más.
- "Otoño Pedro García de la Huerta M.": 2000 metros, Peso Reglamento Caballos de 3 años y más.
- "Carlos Campino L.": 1800 metros, hembras de 3 años y más.

Pruebas de Grupo III:
- "Cotejo de Potrancas": 1300 metros, hembras de 2 años, suele disputarse en el mes de abril.
- "Cotejo de Potrillos": 1300 metros, machos de 2 años, suele disputarse en el mes de abril.
- "Paddock Stakes": 1800 metros, machos y hembras de 3 años, se disputa en la misma jornada del Ensayo, y es llamado "El Ensayo Chico".
- "La Copa": 2400 metros, caballos de 3 años y más, es la segunda carrera de mayor distancia que se corre en dicho hipódromo, se disputa en diciembre.
- "Álvaro Covarrubias P": 1600 metros, machos de 2 años. Suele disputarse en mayo.
- "Julio Subercaseaux B": 1600 metros, hembras de 2 años. Suele disputarse en mayo.
- "Carlos Valdés I": 1600 metros, hembras de 3 años. Primer Clásico para hembras de 3 años, suele disputarse en julio.
- "Raimundo Valdés C": 1600 metros, machos de 3 años. Primer Clásico para machos de 3 años, suele disputarse en julio.
- "Invierno Sergio del Sante M.": 2000 metros, caballos de 3 años y más.
- "Preparación Luis Cousiño S.": 2000 metros, Machos y hembras de 3 años, es la antesala del Nacional Ricardo Lyon.
- "Primavera Hernán Braun P. y Carolina Budge de B". 2000 metros, caballos de 3 años y más.

Pruebas Listadas:
- "Carreras del 20": 2000 metros, Caballos de 3 años y más, antes se disputaba en 2200 metros, se disputa cerca del 20 de septiembre por eso el nombre.
- "Luis Aldunate C.": 2000 metros, Caballos de 3 años y más.
- "Luis Subercaseaux E." 1200 metros, Machos de 2 años.
- "Carlos Cousiño G." 1200 metros, Hembras de 2 años.
- "Geoffrey Bushell W." 1600 metros, hembras de 3 años y más.
- "Luis Larraín P": 1300 metros, machos de 3 años
- "Luis Dávila L": 1300 metros, hembras de 3 años
- "Agustín Edwards R": 2000 metros, Peso Reglamento, Caballos 3 años y más.
- "Lisímaco Jaraquemada": 2000 metros, hembras de 3 años y más.
- "Jorge Baraona P." 1700 metros, hembras de 3 años.
- "Ignacio Urrutia de la Sotta": 1700 metros, machos de 3 años.

Otros Clásicos:
- "El Debut Potrillos": 1000 metros, machos de 2 años debutantes, suele disputarse en diciembre.
- "El Debut Potrancas": 1000 metros, hembras de 2 años debutantes, suele disputarse en diciembre.

Por su parte, ha sido sede del Gran Premio Latinoamericano en 4 ocasiones, 1988, 1995, 2010 y 2019.

## Locutores y relatores
Locutores:
- Diego Sánchez J. (conducción oficial)
- Rubí Ibacache V. (locutora oficial)
- Sergio Dí Lorenzo (locutor)
- Pedro Antonio Molina S. (locutor)
- Ignacio Pacheco A. (locutor)

Relatores:
- Julián Bernal C. (oficial, relator de "El Ensayo" entre 1994 a 2022, y en 2024)
- Mauricio Olivares G. (1989-presente, quien también efectúa relatos en el Hipódromo Chile y el Valparaíso Sporting)
- Fabián Martínez S. (2015-presente)[11]

Noteros:
- Mario Valdés N. (notero desde la troya)

## Conciertos
Aparte de la actividad hípica, el recinto también se utiliza para conciertos musicales, gracias a la gran cantidad de público que puede recibir, y durante 2009 fue el único lugar en Santiago que pudo albergar a más de 30.000 personas en un concierto, ya que el Estadio Nacional fue cerrado para ser modernizado y fue posteriormente reabierto a principios de 2010. El festival Vive Latino se realizó en Chile el 15 de abril de 2007, atrayendo a más de 30.000 personas, debido a la gran diversidad de artistas que actuaron. Se instalaron tres escenarios, los cuales se utilizaban al mismo tiempo. La banda británica Keane terminó su concierto con 18.000 personas a pesar de que su actuación había comenzado a las 11:30 de la noche. La Cumbre del Rock Chileno, un festival anual que reúne a más de 50 artistas chilenos, se llevó a cabo el 11 de enero de 2009. Entre las bandas y artistas internacionales que han tenido exitosos conciertos están Iron Maiden en marzo de 2009 ante un público casi 65.000 personas. Jonas Brothers actuaron ante 35.000 personas. Depeche Mode realizó un concierto casi completamente vendido el 15 de octubre de 2009, como parte de su gira mundial Tour of the Universe con una asistencia de 50.000 personas, así como también Los Fabulosos Cadillacs quienes actuaron el 11 de octubre de 2009. Metallica realizó un concierto como parte de su World Magnetic Tour con una asistencia de 50.000 espectadores
Maquinaria Festival ha hecho dos veces sus festivales en el club hípico 2010-2011, cual el 9 de octubre de 2010 logró juntar 40.000 personas, cual tocaron artistas como Cavalera Conspiracy, Linkin Park, Incubus y Pixies. El Festival Maquinaria 2011 "12 y 13 de noviembre" congregó 100 mil personas en promedio.

## Galeria

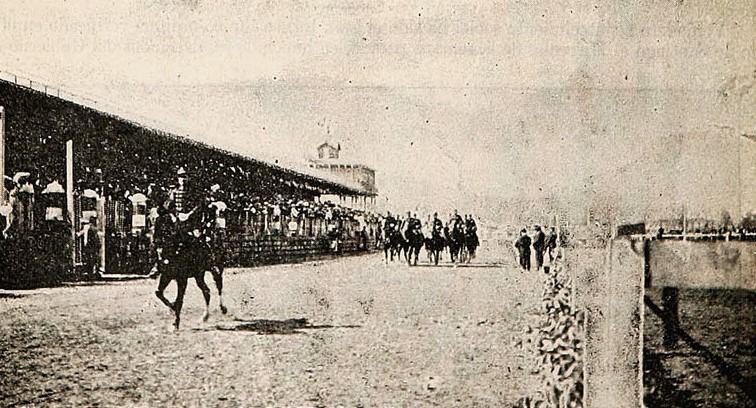
Torneo Hípico-Militar en octubre de 1902.
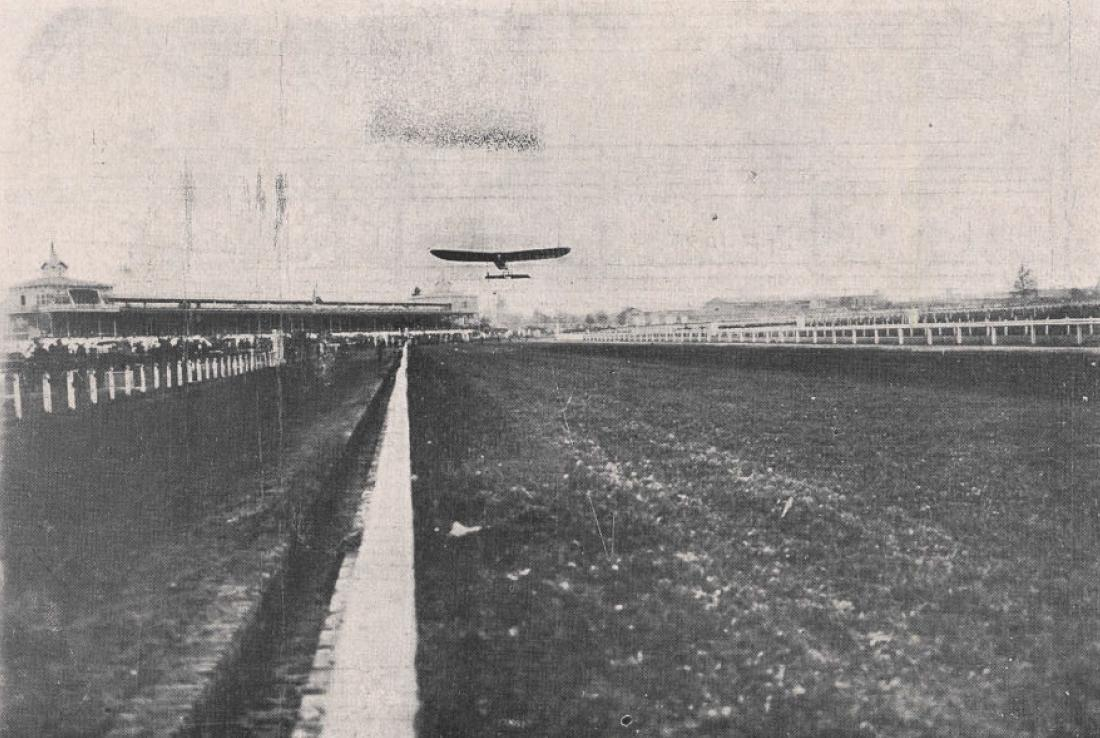
Aviador Alberto Acevedo aterrizando en la pista del Club Hípico en junio de 1912.
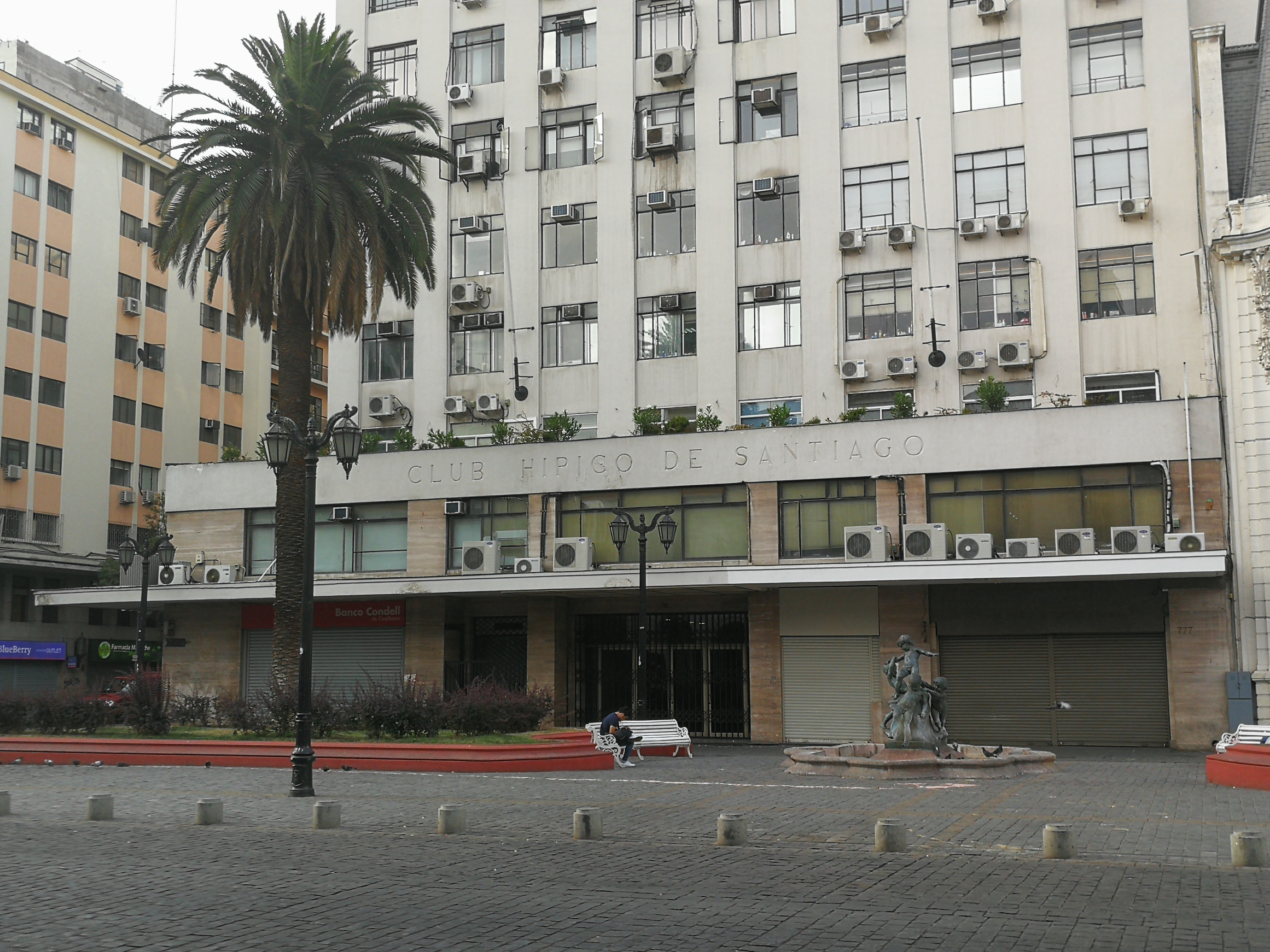
Fachada del edificio de Calle Agustinas 785, propiedad del Club Hípico de Santiago.
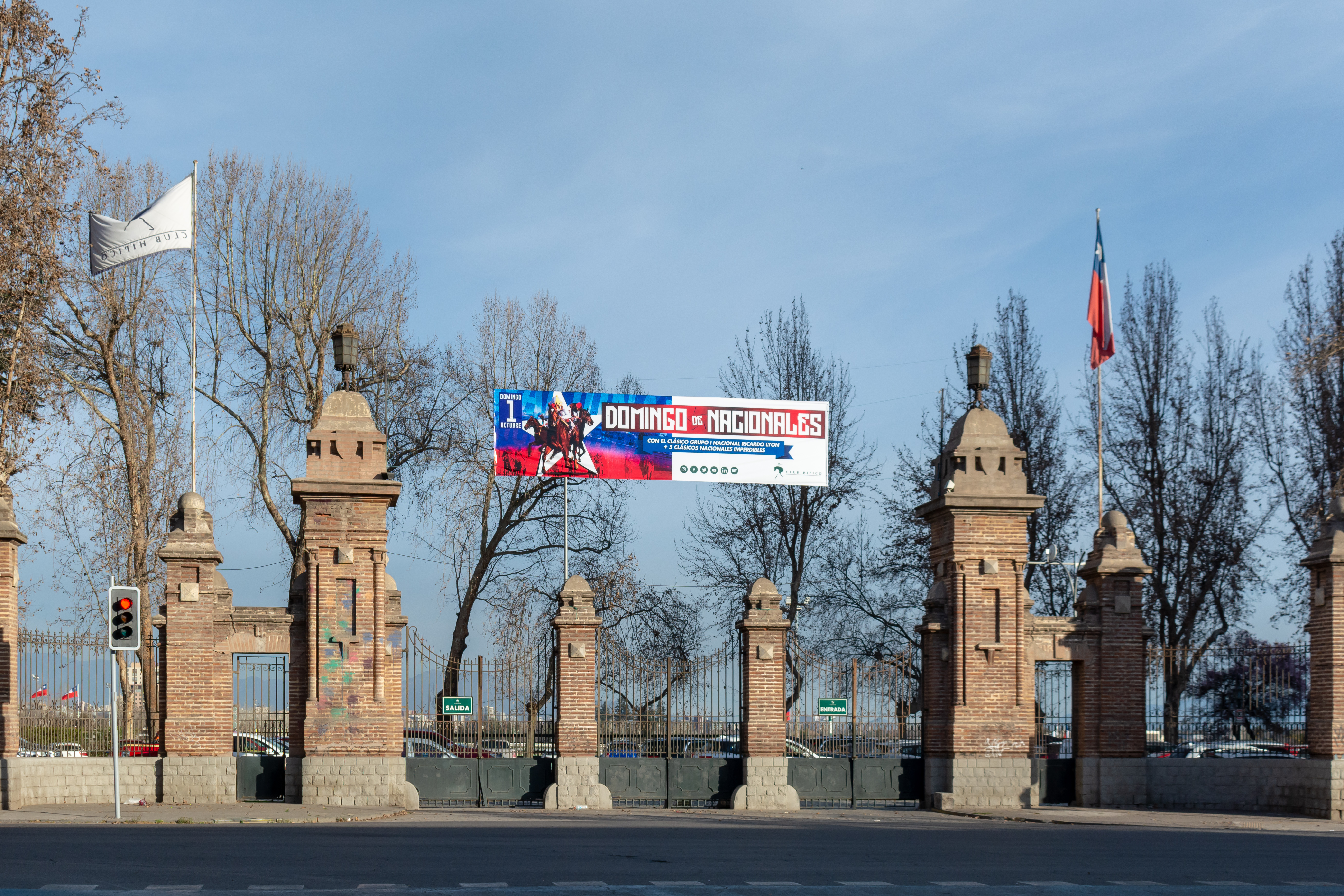
Entrada Norte del Club Hípico de Santiago por Avenida Blanco Encalada.
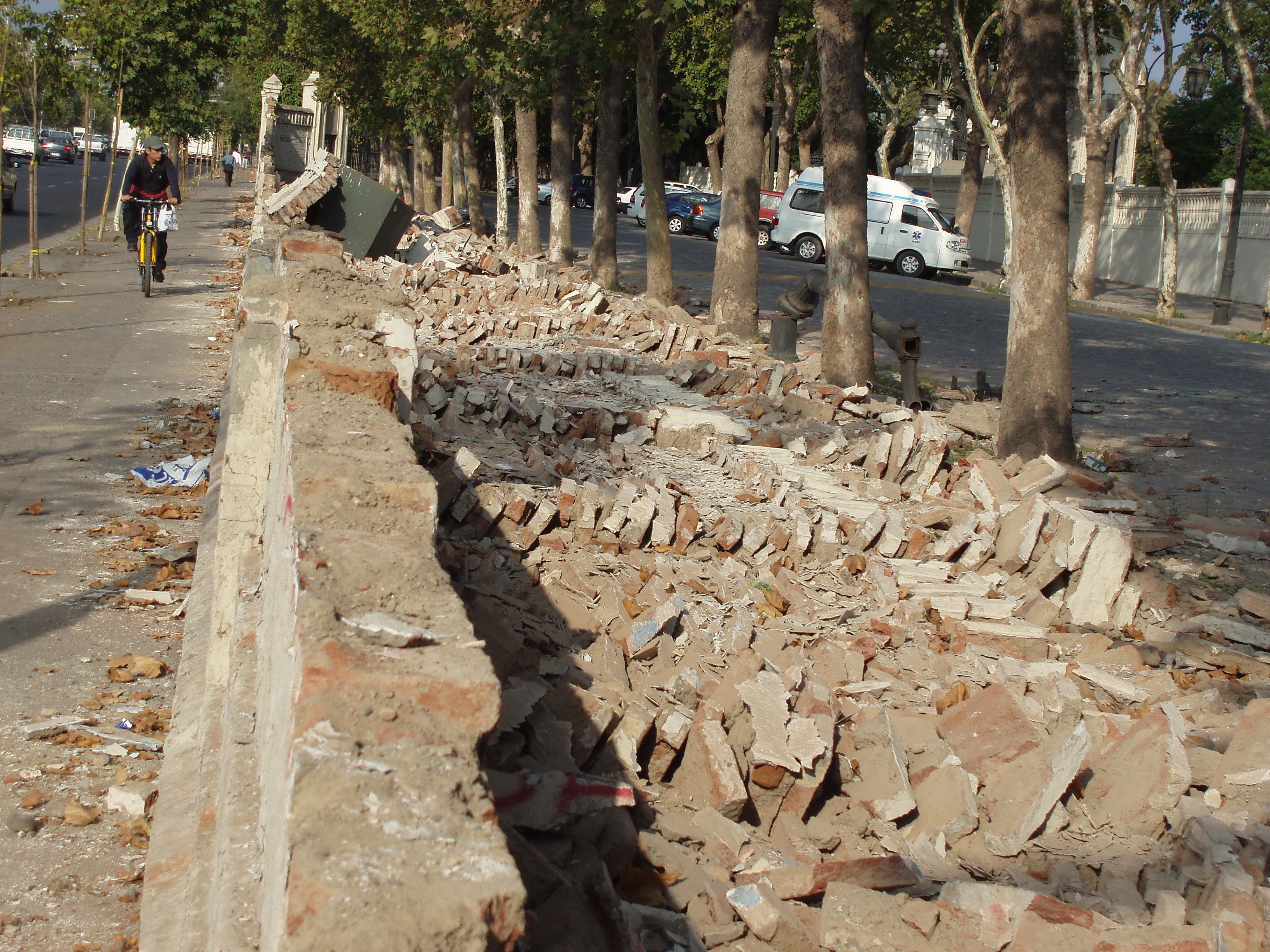
Derrumbe de paredes durante el Terremoto de Chile de 2010.
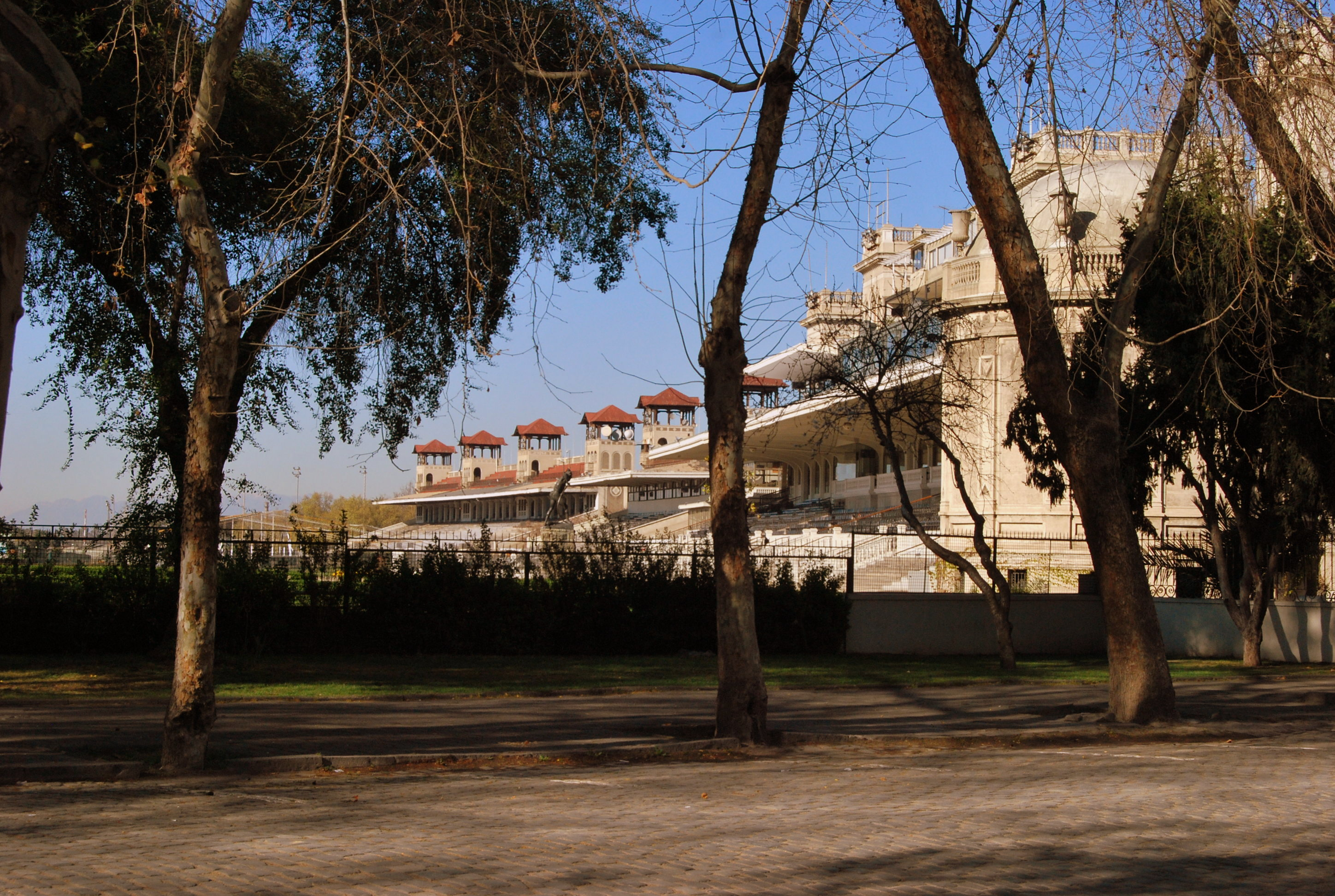
Interiores del edificio del Club Hípico de Santiago.
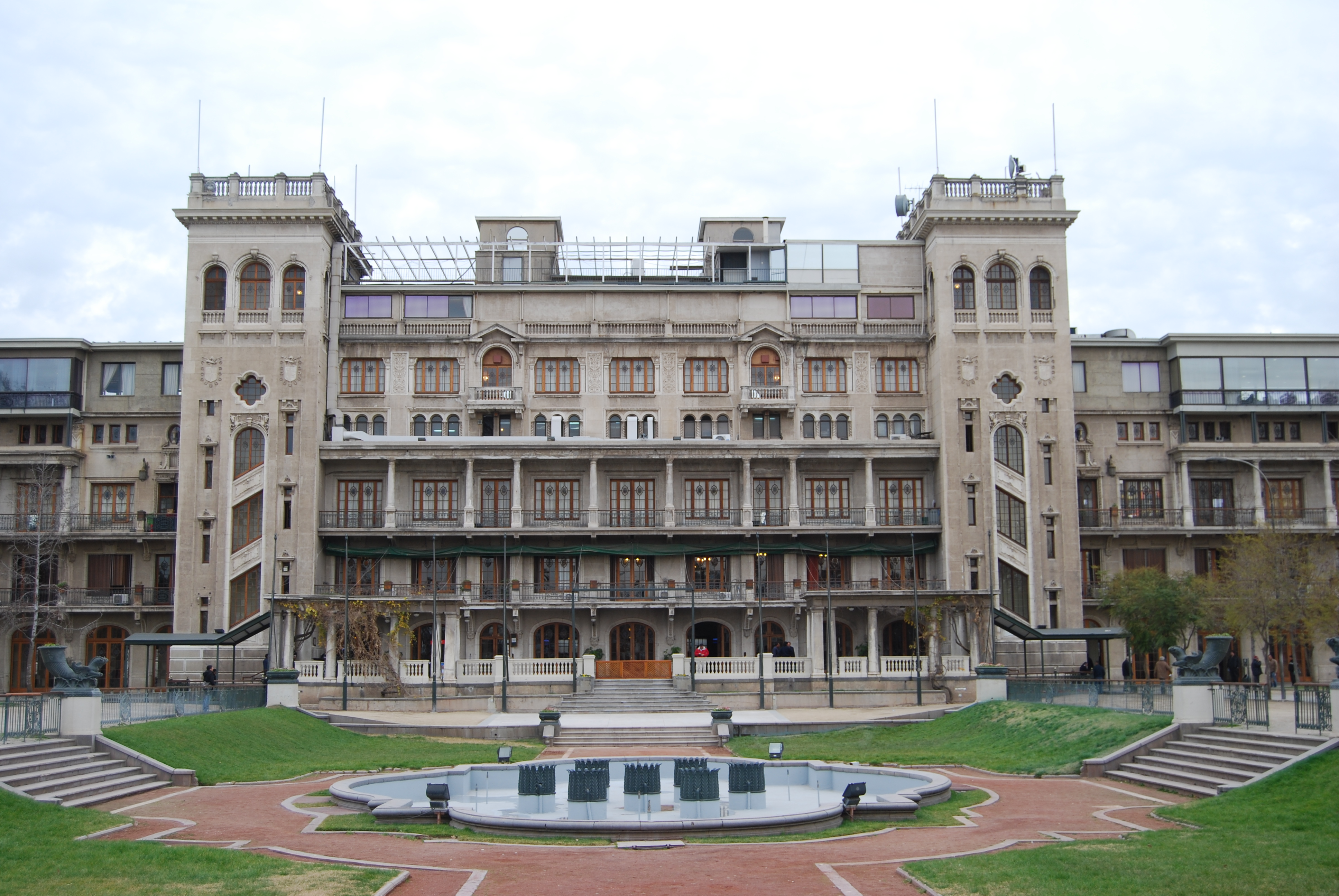
Edificio de galerías y tribuna del Club Hípico de Santiago.